# ゴッドボールド・トランスポーテーション・センター
ゴッドボールド・トランスポーテーション・センター（英語：Godbold Transportation Center ）はアメリカ合衆国ミシシッピ州ブルックヘイブン ノース・レールロード・アヴェニュー440にある駅。 全米各地を結ぶ旅客鉄道のアムトラックが乗り入れている。

## 概要
ゴッドボールド・トランスポーテーション・センターは歴史的なダウンタウンの数ブロック北位置し、計画から10年以上たった2011年8月に開業した。当センター開業前、アムトラックの乗客は南へ数ブロックに位置する旧イリノイ・セントラル鉄道駅に隣接した小さな待合所を使用していた。2011年8月17日ブルックヘブンの人々はセンターの開業を祝った。3代の市長に亘り、12年を要したプロセスは、市の指導者の永続性と忍耐を証明するものであった。センターはその完成前2010年に亡くなった前市長ビル・ゴッドボールド氏に敬意を表してゴッドボールド・トランスポーテーション・センターと命名された。

## 利用可能な鉄道路線／列車
アムトラックの発着する列車は下記の通り。
シカゴとニューオーリンズ間の夜行長距離列車シティ・オブ・ニューオーリンズ号…1日1往復発着